# Barbu Constantinescu
Barbu Constantinescu  (n. 1839, Ploiești - 30 noiembrie 1891, București), fiul lui Constantin Duhovnicul, a fost un profesor român  din a doua jumătate a secolului 19, preocupat de luminarea maselor. A fost culegător de folclor și editor al revistei „Educatorul”. A considerat că „poporul este temelia statului și cu cât poporul va fi mai luminat, cu atât statul întreg va deveni mai ferice înauntru, mai puternic și mai respectat în afară”. A urmat Seminarul Central și Colegiul Sfântul Sava din București. În 1860 obține o bursă de stat la Leipzig (licență în teologie și doctorat în filosofie). În 1866 este numit profesor la Seminarul Central din București. Predă istorie la Liceul Matei Basarab (1883-1891) și pedagogie la Azilul Elena Doamna (1882-1886, 1888-1889). Barbu Constantinescu a fost primul decan al Facultății de Teologie, funcție pe care a ocupat-o până în 1891, data morții sale. De-a lungul vieții a publicat manuale de limba română, de istorie, de pedagogie, de istorie bisericească etc.

## Vezi și
- Bustul lui Barbu Constantinescu din București